# Bounce With Me
«Bouce With Me» es una canción de la cantante y rapera canadiense Kreesha Turner, escrito y producido por Mike James y Troy Samson de Hipjoint Productions y publicada el 4 de diciembre de 2007.

## Vídeo musical
El vídeo musical empieza con Kreesha alistándose para ir al club. Cuando ella y sus amigas llegan al club son las únicas bailando. Para el final del primer coro todos están bailando al par de la música. Kreesha nota un chico a través de la habitación y continúan mirándose el uno al otro y finalmente terminan bailando. Al final del vídeo musical hay espuma de jabón que cae del techo y la pista de baile. A lo largo del vídeo hay escenas de Kreesha cantando a la cámara en fondo rosado y blanco.

## Posicionamiento
| Listas (2008)             | Posición |
| ------------------------- | -------- |
| Canadá (Canadian Hot 100) | 53       |